# Tamina (dal)
Het Tamina-dal is een zijdal van het Rijndal in Zwitserland en is genoemd naar de gelijknamige bergrivier, de Tamina. Het dal ligt in het zuidelijkste deel van het Zwitserse kanton Sankt Gallen en een klein stukje in Graubünden. Het behoort grotendeels tot de gemeente Pfäfers. Het dal heeft twee zijdalen. Het eerste, achter Valens is het Mülitobel-dal; het tweede, veel grotere, bij Vättis is het Calfeisental.
Het dal is vooral bekend vanwege de warme bronnen (36°C) waaraan een geneeskrachtige werking wordt toegeschreven. Paracelsus is een van de bekende artsen die hier patiënten heeft behandeld.
Het dal opent zich direct achter Bad Ragaz met steile wanden die de Taminakloof omsluiten. Aan weerszijden van de dalopening slingert zich een weg naar de 400 meter hoger gelegen dorpen Pfäfers, aan de oostzijde, en Valens, aan de westzijde. Een derde weg volgt de rivier op de bodem van de kloof en eindigt bij het vroegere badhuis "Altes Bad Pfäfers", dat nu een tentoonstellingsruimte en horecagelegenheid is. (Wegens lawinegevaar is deze weg alleen in het zomerseizoen geopend.)
Direct achter het voormalige badhuis, in het smalste deel van de kloof, ligt de warme bron. Het water daarvan wordt tegenwoordig naar de revalidatie-kliniek in Valens en de thermische baden in Bad Ragaz geleid.
Halverwege tussen Pfäfers en Vättis vernauwt het dal zich bij het stuwmeer Mapragg tot een kloof, maar enkele kilometers voor Vättis opent het opent zich weer. Vanaf daar stroomt de bergrivier over de dalbodem zonder uitgesleten kloof in het Mapragg-stuwmeer. In Vättis komen de Gorbsbach uit de zuidelijke dal-arm en de Tamina uit de westelijke arm samen. Enkele kilometers achter Vättis in zuidelijke richting ligt de grens St. Gallen/Graubünden, het zomerdorpje Kunkels en de Kunkelspas.
Het meeste water in de Tamina stamt uit het natuurpark Calseisen-dal en het daarvoor gelegen Gigerwald-stuwmeer.
De diep uitgesleten delen van het dal kenmerken zich door deels zeer dikke leisteenlagen. Rondom Vättis, in het zogenaamde "Vättner-venster" bestaat de dalbodem uit gneis.
De visuele indruk van het dal wordt bepaald door steile, met overwegend naaldbossen begroeide bergwanden en bergweiden voor de veehouderij. Tot een hoogte van circa 1100 meter is het naaldbos gemengd met loofbos.

## Ontwikkeling
Tussen Valens en Tschenner werd in 1983 de Tschennerbrücke geopend, een eenvoudige, slanke betonnen brug van 144 meter lang en 96 meter hoog, zodat de oude, gemetselde brug en de enkele honderden meters lange, smalle weg daarnaartoe niet meer hoeven te worden gebruikt.
Vanaf hetzelfde jaar tot 2003 werden enkele overdekkingen en tunnels gebouwd voor de weg van Pfäfers naar Vättis langs het Mapragg-stuwmeer, zodat die weg niet meer zo vaak vanwege lawines moet worden afgesloten.
In 2017 is een boogbrug over de Tamina-kloof geopend van Pfäfers naar Balen-Gasaura (dwars over de Tamina-kloof) om de toegang tot Valens te verbeteren. De brug is in totaal 475 lang en verloopt 200 meter boven de bodem van de kloof. Het is de grootste brug van Zwitserland.